# 神﨑護
神﨑 護（かんざき まもる、1957年 - ）は、日本の森林生態学者。京都大学名誉教授。日本熱帯生態学会会長。

## 人物・経歴
福岡県生まれ。京都府立東舞鶴高等学校を経て、東京農工大学農学部環境保護学科卒業。千葉大学大学院理学研究科修士課程生物学専攻修了、理学修士。大阪市立大学大学院理学研究科博士後期課程生物学専攻修了、理学博士。大阪市立大学理学部生物学科助手、同講師を経て、1999年京都大学大学院農学研究科森林科学専攻助教授。2011年京都大学東南アジア研究所協議員委員。2013年京都大学農学研究科森林科学専攻教授。2018年アジア開発銀行日本奨学金プログラム小委員会委員。2018年日本熱帯生態学会会長。2020年京都大学農学部森林科学科長。2022年京都大学名誉教授。